# Janet Akyüz Mattei

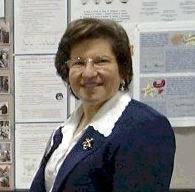
Janet Akyüz

Janet Akyüz Mattei (* 2. Januar 1943 in Bodrum, Provinz Muğla; † 22. März 2004 in Boston, Massachusetts) war eine türkisch-amerikanische Astronomin sowie Direktorin des American Association of Variable Star Observers (AAVSO).

## Leben
Sie wurde in der Türkei als Tochter einer jüdischen Familie geboren und am American Collegiate Institute in Izmir ausgebildet. Für ihr Universitätsstudium kam sie in die Vereinigten Staaten und besuchte die Brandeis Universität in Waltham zum Wien-Stipendium. Später wurde ihr von Dorrit Hoffleit am Maria-Mitchell-Observatorium in Nantucket eine Stelle angeboten.
Von 1970 bis 1972 arbeitete Akyüz im McCormick Observatory in Charlottesville und erhielt ihren Master of Arts 1972 in Astronomie an der Universität von Virginia und ihren Ph.D. in Astronomie von der Ägäis-Universität in Izmir 1982.
Als Vorsitzende der AAVSO für mehr als 20 Jahre sammelte Akyüz Beobachtungen verschiedener veränderlicher Sterne von Amateurastronomen auf der ganzen Erde. Sie koordinierte zahlreiche wichtige Beobachtungsprogramme zwischen Amateurbeobachtern und Professionellen.
Akyüz gewann zahlreiche Auszeichnungen, darunter 1987 die Jahrhundertmedaille der Société astronomique de France, 1993 den George Van Biesbroeck Prize der Amerikanischen Astronomischen Gesellschaft und den Leslie-Peltier-Preis der Astronomischen Liga, 1995 den ersten Giovanni Battista Lacchini-Preis für die Zusammenarbeit mit Amateurastronomen der Unione Astrofili Italiani sowie die Jackson-Gwilt-Medaille der Royal Astronomical Society. Der Asteroid 11695 Mattei ist nach Janet Akyüz benannt.
Sie starb an Leukämie in Boston.